# Oxford, Iowa
Oxford är en ort i Johnson County i Iowa. Vid 2010 års folkräkning hade Oxford 807 invånare.